# جمهوری مونته‌نگرو (۱۹۹۲–۲۰۰۶)
جمهوری مونته‌نگرو (به صربی: Република Црна Гора) یکی از ایالت‌های تشکیل‌دهندهٔ جمهوری فدرال یوگسلاوی و سپس صربستان و مونته‌نگرو بین سال‌های ۱۹۹۲ و ۲۰۰۶ بود. اعلام استقلال مونته‌نگرو در سال ۲۰۰۶ به دولت پیشین یوگسلاوی پایان داد. پس از فروپاشی جمهوری فدرال سوسیالیستی یوگسلاوی (SFRY)، جمهوری‌های باقی‌ماندهٔ مونته‌نگرو و صربستان با تشکیل جمهوری فدرال یوگسلاوی (FRY) موافقت کردند و کمونیسم، رسماً کنار گذاشته شد و تأسیس نهادهای دموکراتیک، تأیید شد. مونته‌نگرو پس از همه‌پرسی استقلال مونته‌نگرو در سال ۲۰۰۶ از صربستان و مونته‌نگرو اعلام استقلال کرد.

## تاریخچه

### جمهوری فدرال یوگسلاوی
مونته‌نگرو پس از پیوستن به جمهوری فدرال یوگسلاوی توسط رئیس‌جمهور مومیر بولاتوویچ، یکی از اعضای سابق حزب کمونیست یوگسلاوی و متحد رئیس‌جمهور صربستان اسلوبودان میلوشویچ رهبری می‌شد که بولاتوویچ به او کمک کرد تا در طول انقلاب علیه دیوان‌سالاری به قدرت برسد.
در سال ۱۹۹۲، مونته‌نگرو پس از برگزاری یک همه‌پرسی در ۱ مارس، به جمهوری فدرال یوگسلاوی ملحق شد. در همان سال، پایتخت، تیتوگراد (نام‌گذاری‌شده به‌نام یوسیپ بروز تیتو، رهبر سابق یوگسلاوی) به‌نام پیشا-کمونیستی خود پودگوریتسا تغییر نام داد. در سال ۱۹۹۳، مونته‌نگرو پرچم سابق دوران کمونیستی خود را کنار گذاشت و یک پرچم سه‌رنگ ساده، مشابه پرچم صربستان اما طولانی‌تر، و با رنگ آبی روشن‌تر برای نوار مرکزی آن انتخاب کرد، که نشان‌دهندهٔ تمایز بین آن دو جمهوری بود که دقیقاً پرچم یکسانی در دوران کمونیستی داشتند. این پرچم تا سال ۲۰۰۴ بر جای ماند.
با گذشت زمان، ماهیت سلطه‌گر رئیس‌جمهور میلوشویچ و متحدانش در فدراسیون، مردم مونته‌نگرو را برانگیخت تا به‌سمت استقلال حرکت کنند. پس از کناره‌گیری بولاتوویچ از ریاست‌جمهوری مونته‌نگرو در سال ۱۹۹۸، رئیس‌جمهور جدید میلو جوکانوویچ با میلوشویچ (رئیس‌جمهور وقت یوگسلاوی) مخالفت کرد و مونته‌نگرو را در مسیر استقلال قرار داد.

### کنفدراسیون و استقلال
در سال ۲۰۰۳، جمهوری فدرال یوگسلاوی به یک کنفدراسیون تبدیل شد و به مونته‌نگرو خودمختاری بیشتری اعطا کرد و تنها مسئولیت دفاع و سیاست خارجی مونته‌نگرو در اختیار کنفدراسیون یوگسلاوی باقی ماند. در سال ۲۰۰۶، مونته‌نگرو یک همه‌پرسی استقلال برگزار کرد. ۵۵ درصد به استقلال رأی دادند. مونته‌نگرو در ژوئن ۲۰۰۶ رسماً استقلال خود را اعلام کرد و باعث شد صربستان نیز کشوری مستقل شود و اتحادیهٔ فدرال یوگسلاوی پایان یابد.